# Некромантія

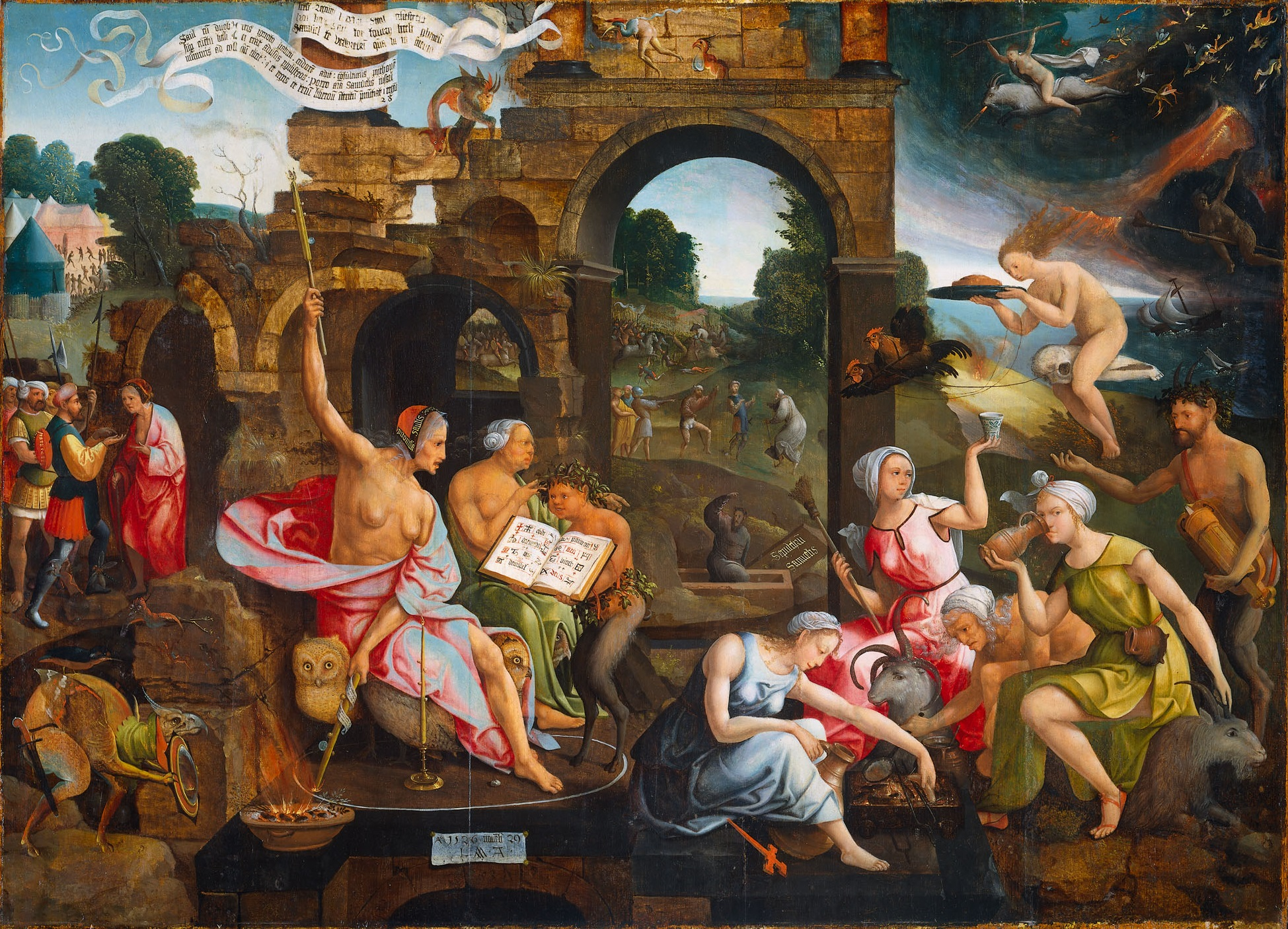
Саул та Аендорська відьма, картина Якоба Корнеліса (Jacob Cornelisz. van Oostsanen), 1526 рік

Некромантія (від грец. νεκρός — мертвий і грец. μαντεία — ворожіння) — вид магії, що вивчає методи й техніки впливу на світ померлих з метою отримання від духів інформації чи допомоги. В основі цієї практики лежить переконання в тому, що мертві володіють особливою могутністю й можуть протегувати живим.

## Історія
Найраніший випадок некромантії описаний  в «Епосі про Гільгамеша» (приблизно 2100-ті  роки до н. е.). В юдейському П'ятикнижжі   некромантія прямо  заборонена: «Не звертайтесь до духів померлих та до ворожбитів, і не доводьте себе до опоганення ними…»  (Лев. 19:31).
У Стародавній Греції некроманти в стані трансу викликали духів в святилищах Аїда та Персефони. Ці святилища будувалися звичайно в сакральних, близьких до підземного світу місцях: печерах, ущелинах, поблизу гарячих мінеральних джерел.
Починаючи з епохи Ренесансу некромантія з певних причин стала асоціюватися з чорною магією та демонологією в цілому, поступаючись місцем раннього, більш специфічному значенню. Окультист Еліфас Леві в своїй книзі «Dogma et Ritual» визначає некромантію як спосіб пожвавлення астральних тіл.
Пізніше некромантія стала окремим напрямом у магії.
Національний науковий фонд відносить можливість спілкування з духами померлих до однієї з найпоширеніших серед американців псевдонаукових помилок.

## Знамениті некроманти
- Аендорська чарівниця — персонажка Біблії[4].
- Реальний (історичний) доктор Фауст був відомий як некромант і демонолог.
- Граф Каліостро називав себе некромантом, однак насправді під некромантією мав на увазі лише спіритизм.
- Одна з найвідоміших, некромантка Аніта Блейк описується у письменниці Лорел Гамільтон.
- Едвард Келлі (1555—1597) — англійський алхімік, авантюрист і містик[4].
- Джордано Бруно (1548—1600) — італійський філософ епохи Відродження, поет[4].
- Медея — чарівниця в грецькій міфології, дочка колхідського царя Еета[4].
- Джон Ді — англійський математик, географ, астроном, алхімік, герметист та астролог[4].
- Баба-Яга — міфологічний персонаж слов'янського фольклора, яка має силу керувати мертвими[4].
- Алістер Кроулі — англійський окультист, поет, містик, маг, відомий своїм інтересом до чорної магії та некромантії[4].
- Мерлін — віщун та мудрець, учитель та вірний помічник короля Артура, володіє здатністю повертати мертвих до життя[4].

## У популярній культурі
«Одіссея» Гомера перша — згадка некромантії в літературі, коли Одіссей  за допомогою чародійки Цирцеї вирушає до підземного світу для зустрічі з духом провидця Тіресія
Некромантії присвячені:
- Фільм «Чорна смерть» (2010)
- Одна з найвідоміших композицій Sepultura («Necromancer») з альбому Morbid Visions
- У другому альбомі гурту Sundara Karma «Ufilitas' Alphabet» є пісня під назвою «Duller Days», яка містить рядок «A Necromance as common as the flu»
- Некромантія — один із сюжетів роману «Духовидець» Фрідріха Шиллера
- «Некромантія і пекельні світи» — книга Даррелла Швейцера 1999 року
- Художня книга 2018 року «Культ некроманта» Мішель Моффат описує жертв, пов'язаних із ритуалом повернення жінки з мертвих
- Некромант — головний герой роману Тоні Вільгоцкі «Пастух мертвих»
- «Музика як некромантія» — 11-та глава книги-біографії засновника Церкви Сатани Антона Шандора ЛаВея, «Таємне життя сатаніста», написаної його дружиною Бланш Бартон, колишньою верховною жрицею Церкви
- «Некромантія» (NEC'RO•MAN'CY) — американський фільм жахів 1972 року
- Некромантія є популярним елементом сюжету у відеоіграх, таких як Diablo 2, Diablo 3, The Elder Scrolls IV: Oblivion, The Elder Scrolls V: Skyrim, Shadow of Mordor, Shadow of War, The Elder Scrolls Online, World of Warcraft, Magic the Gathering, Gothic і Mortal Kombat, а також у настільній рольовій грі Dungeons & Dragons
- Некромантія — одна із навичок-«здібностей» персонажів серії комп'ютерних ігор «Heroes of Might and Magic», дозволяє піднімати нежить з переможених у бою ворогів
- Некромантія — одна з навичок, які можна надати своєму персонажу у грі Divinity II, для налаштування улюбленця-нежиті
- Некромантія — одна зі здібностей героїні коміксів «Марвел», Шурі («Чорна Пантера»)
- У фільмі «Армія темряви» 1992 рок головний герой бореться з військом мертвих, сформованим Некрономіконом
- У комедійному аніме жахів 2018 року «Zombie Land Saga» продюсер Котаро Тацумі (який також є некромантом) воскресив шістьох «легендарних» дівчат, у тому числі головну героїню Сакуру Мінамото, щоб сформувати групу ідолів-зомбі, відому як «Франшушу», щоб допомогти відродити префектуру Сага
- У додатковій манзі «A Certain Magical Index» «A Certain Scientific Accelerator» персонаж Естер Розенталь належить до лінії некромантів, у якій вона є головною